# Большой Гияни (местный муниципалитет)
Большой Гияни (Greater Giyani) — местный муниципалитет в районе Мопани провинции Лимпопо (ЮАР). Административный центр — Гияни. Название муниципалитета в переводе с языка тсонга означает «Счастье, выраженное в праздновании и танцах».

## Демография
В 2011 году в муниципалитете  насчитывалось 244 217 жителей проживающие в 63 548 домашних хозяйствах на площади 4171,59 км².
Основная группа населения 99,5% черные. Основной язык 90,5% Тсонга, 3,8% Северный сото, 2,6% Сесото и 0,8% английский.

## Парки и заповедники
- Заповедник Ман'Омбе